# Чегедуево
Чегеду́ево (чув. Чӗкету) — деревня Урмарского района Чувашской Республики. В рамках организации местного самоуправления входит с 2023 года в Урмарский муниципальный округ, до этого в составе Кульгешского сельского поселения. Население 24 человек (2015), преимущественно чуваши.

## География
Расположен в северо-восточной части региона, в пределах Чувашского плато, на реке Малый Аниш. Расстояние до города Чебоксары 87 километра.

### Климат
В деревне, как и во всём районе, климат умеренно континентальный с продолжительной холодной зимой и довольно тёплым сухим летом. Средняя температура января −13 °C; средняя температура июля 18,7 °C. За год выпадает в среднем 400 мм осадков, преимущественно в тёплый период. Территория относится к I агроклиматическому району Чувашии и характеризуется высокой теплообеспеченностью вегетационного периода: сумма температур выше +10˚С составляет здесь 2100—2200˚.

## Топоним
Историческое название — Чекедуй.

## История
Жители — до 1866 государственные крестьяне, занимавшиеся земледелием и животноводством.
В 1931 году в деревне образован колхоз «Ворошилов».

### Административно-территориальная принадлежность
До 1927 года деревня входила в Никольскую волость Чебоксарского уезда, после — в Урмарский район.
Входила с 2004 до 2023 гг. в состав Кульгешского сельского поселения муниципального района Урмарский район.
К 1 января 2023 года обе муниципальные единицы упраздняются и деревня входит в Урмарский муниципальный округ.

## Население
| 2010 | 2012 | 2015 |
| ---- | ---- | ---- |
| 31   | ↗61  | ↘24  |

### Национальный и гендерный состав
Согласно результатам переписи 2002 года, в национальной структуре населения чуваши составляли 99 % от общей численности в 78 чел., из них 41 мужчина, 37 женщин.

## Инфраструктура
Личное подсобное хозяйство.
Основа экономики — сельское хозяйство.

## Транспорт
Деревня доступна автотранспортом.